# Ochthebius rugulosus
Ochthebius rugulosus är en skalbaggsart som beskrevs av Thomas Vernon Wollaston 1857. Ochthebius rugulosus ingår i släktet Ochthebius och familjen vattenbrynsbaggar. Inga underarter finns listade i Catalogue of Life.